# Phaloria hobbyi
Phaloria hobbyi är en insektsart som först beskrevs av Lucien Chopard 1940.  Phaloria hobbyi ingår i släktet Phaloria och familjen syrsor. Inga underarter finns listade i Catalogue of Life.